# هاووت‌لو (یورغیر)
هاووت‌لو (به ترکی استانبولی: Havutlu) یک منطقهٔ مسکونی در ترکیه است که در یورغیر واقع شده‌است.